# 小行星9491
小行星9491（英語：9491 Thooft）是一颗围绕太阳公转的小行星。1971年3月25日，C. J. 万·豪敦、I. 万·豪敦-格勒内费尔德、T. 赫雷爾斯在帕洛马山发现了此天体。其命名來自於荷蘭物理學家傑拉德·特·胡夫特。
这颗小行星的绝对星等为263.36473等。